# Rozmierka (gmina)
Rozmierka – dawna gmina wiejska istniejąca w latach 1945–1954 i 1973–1975 w woj. śląskim i woj. opolskim (dzisiejsze woj. opolskie). Początkowo siedzibą gminy był Kadłub, a następnie Rozmierka.
Gmina zbiorowa Rozmierka powstała po II wojnie światowej (w grudniu 1945) w powiecie strzeleckim na terenie tzw. Ziem Odzyskanych (tzw. I okręg administracyjny – Śląsk Opolski), powierzonym 18 marca 1945 administracji wojewody śląskiego, a z dniem 28 czerwca 1946 przyłączonym do woj. śląskiego (śląsko-dąbrowskiego).
Według stanu z 1 stycznia 1946 gmina składała się z 8 gromad: Rozmierka, Grodzisko, Jędrynie, Kadłub, Osiek, Podborzany, Rozmierz i Sucha. 6 lipca 1950 zmieniono nazwę woj. śląskiego na katowickie; równocześnie gmina Rozmierka wraz z całym powiatem strzeleckim weszła w skład nowo utworzonego woj. opolskiego.
Według stanu z 1 lipca 1952 gmina składała się z 7 gromad: Grodzisko, Jędrynie, Kadłub, Osiek, Rozmierka, Rozmierz i Sucha. Gmina została zniesiona 29 września 1954 wraz z reformą wprowadzającą gromady w miejsce gmin.
Jednostkę reaktywowano 1 stycznia 1973 w tymże powiecie i województwie; w skład gminy weszły obszary 7 sołectw: Grodzisko, Jędrynie, Kadłub, Osiek, Rozmierka, Rozmierz i Sucha.
1 czerwca 1975 gmina weszła w skład nowo utworzonego (mniejszego) woj. opolskiego.
30 października 1975 gmina została zniesiona przez połączenie z dotychczasową gminą Strzelce Opolskie w nową gminę Strzelce Opolskie.